# 女王と祖国のために
『女王と祖国のために』（じょおうとそこくのために、原題：For Queen and Country）は、1988年制作のイギリスの社会派ドラマ映画。デンゼル・ワシントン主演。日本では劇場未公開。

## あらすじ
セントルシアで生まれ、4歳の頃からロンドンで育った黒人のルーベンはフォークランド紛争に出征、勇敢に戦った。
しかし、戦いから帰ってきたルーベンを待っていたのは、街の荒廃と思ってもみなかった国の仕打ちだった。

## キャスト
- ルーベン：デンゼル・ワシントン
- アマンダ・レッドマン
- フィッシュ：ドリアン・ヒーリー
- ショーン・チャップマン
- グレアム・マクタヴィッシュ
- リンフォード：ジェフ・フランシス
- クレイグ・フェアブラス
- ジョージ・ベイカー
- コリン：ブルース・ペイン
- ケン・ストット